# Карлос Скео
Карлос Скео (ісп. Carlos Squeo, 4 червня 1948 — 8 вересня 2019) — аргентинський футболіст, що грав на позиції захисника.
Виступав, зокрема, за клуб «Расінг» (Авельянеда), а також національну збірну Аргентини.

## Клубна кар'єра
У дорослому футболі дебютував 1968 року виступами за команду «Расінг» (Авельянеда), в якій провів чотири сезони. За свою кар'єру Скео двічі повертався в «Расінг», провівши в цілому за нього 305 ігор і забивши 34 голи.
У 1977 році Скео був проданий в «Бока Хуніорс», з якою він двічі поспіль вигравав Кубок Лібертадорес у 1977 та 1978 роках, втім основним гравцем не був і не зіграв у жодному з п'яти фінальних матчів (три проти бразильського «Крузейро» у 1977 році та ще два проти колумбійського «Депортіво Калі» у наступному).
У сезоні 1979/80 Скео виступав за мексиканський клуб «Халіско», після чого він повернувся в Аргентину, щоб виступати за команду «Лома Негра», з якою 1971 року вилетів до другого дивізіону, але наступного повернувся в еліту.
Другу частину 1973 року грав у складі команди «Велес Сарсфілд», а у 1984 році він повернувся в рідний «Расінг» (Авельянеда), який тоді виступав у другому дивізіоні. 
У 1985 році він був гравцем «Бельграно», який став останнім клубом футболіста у вищому дивізіоні Аргентини, де Скео за кар'єру провів понад 400 матчів. 
Після цього Карлос грав у третьому дивізіоні за «Спортіво Док-Суд», а завершив ігрову кар'єру у команді «Алумні» (Вілья-Марія), за яку виступав протягом 1986—1987 років.

## Виступи за збірну
1973 року дебютував в офіційних матчах у складі національної збірної Аргентини і наступного року у її складі був учасником чемпіонату світу 1974 року у ФРН. Однак з 6-и матчів Аргентини на турнірі Скео з'явився на полі в двох, зігравши у стартовому складі Аргентини в матчах другого групового етапу проти збірних Нідерландів і Бразилії, провівши в обох випадках на полі всі 90 хвилин.
Всього протягом кар'єри у національній команді, яка тривала 2 роки, провів у її формі 9 матчів.

## Тренерська кар'єра
Після завершення кар'єри гравця Карлос Скео протягом довгого часу працював помічником аргентинського тренера Мігеля Анхеля Бріндісі, колишнього свого партнера по збірній і тренера клубу «Алумні», в якому догравав Скео. Скео допомагав Бріндісі в роботі з такими клубами, як «Расінг», «Бока Хуніорс», «Індепендьєнте», «Уракан», «Ланус», іспанський «Еспаньйол», а також зі збірною Гватемали.
Помер 8 вересня 2019 року на 72-му році життя.

## Титули і досягнення
- Володар Кубка Лібертадорес (2):

«Бока Хуніорс»: 1977, 1978